# Hingenommene Störung (Funktechnik)

EM-Strahlung

Hingenommene Störung – Störung, die größer ist als der für eine zulässige Auswirkung festgelegte Wert und die zwischen zwei oder mehr Verwaltungen ohne Präjudiz für andere Verwaltungen vereinbart worden ist.
Die VO Funk kategorisiert Störungen (englisch interference) wie folgt:
(Funk)Störung
- Zulässige Störung
- Hingenommene Störung
- Schädliche Störung